# Eurytides marcellinus
The Jamaican Kite (Eurytides marcellinus) là một loài bướm ngày thuộc họ Papilionidae. Nó là loài đặc hữu của Jamaica.

## Hình ảnh

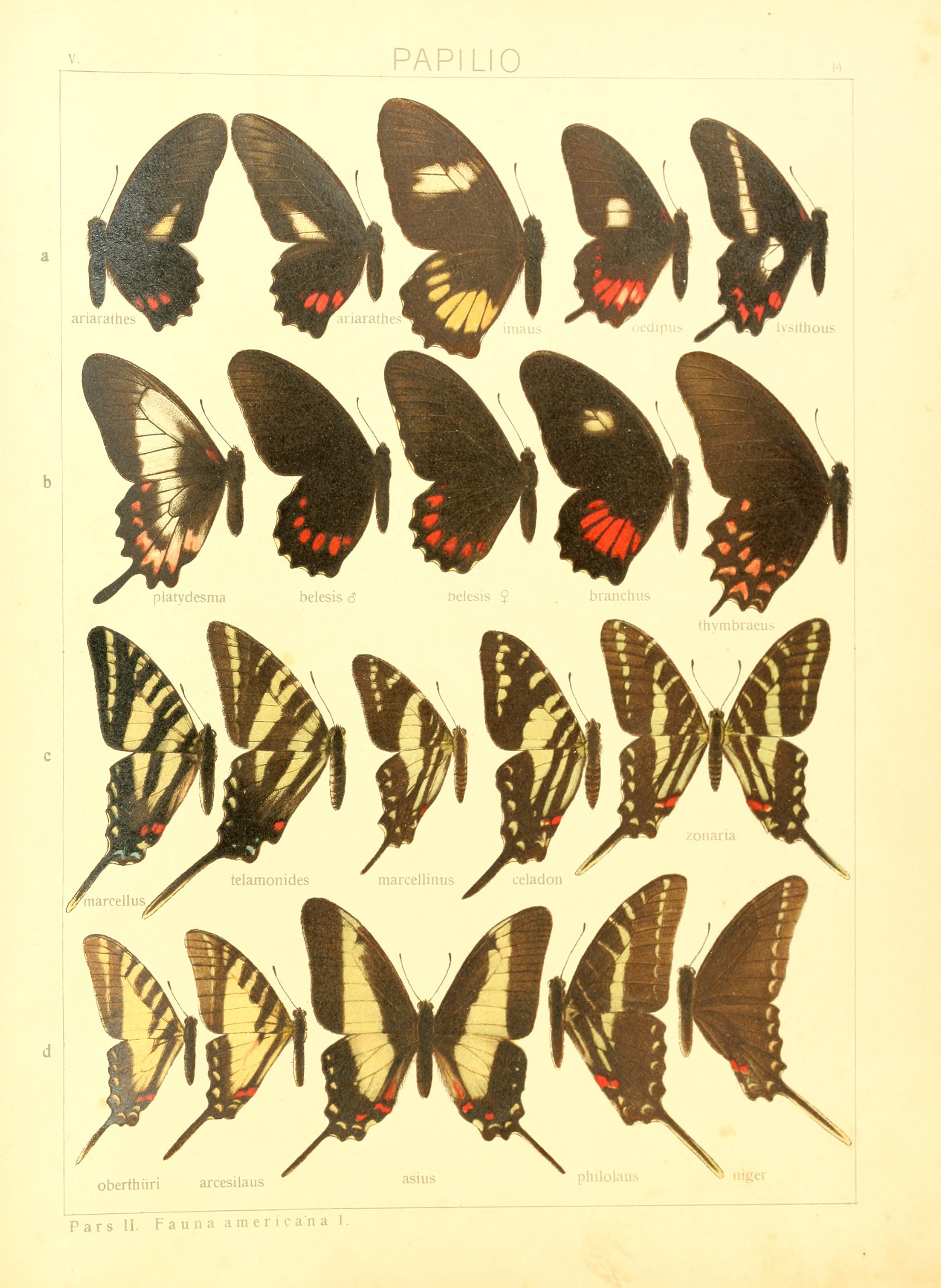